# Paepalanthus
Genre
Classification phylogénétique
Paepalanthus est un genre de plantes monocotylédones. Il comprend 485 espèces.  
Ce sont des plantes herbacées, pérennes, à rosette, plus ou moins parcheminées, des régions subtropicales à tropicales (rarement des régions tempérées), principalement présentes en Afrique y compris Madagascar et en Amérique depuis le Mexique jusqu'au Brésil.
Ce sont des plantes carnivores comme certaines Broméliacées, les feuilles lisses étant disposées en rosette formant une conque contenant un liquide acide qui dissoudra l'insecte qui ayant voulu se poser sur la feuille glissera dans le liquide.

## Espèces sélectionnées
- Paepalanthus albovaginatus
- Paepalanthus argenteus
- Paepalanthus augustus
- Paepalanthus bryoides
- Paepalanthus chlorocephalus
- Paepalanthus comans
- Paepalanthus dianthoides
- Paepalanthus distichophyllus
- Paepalanthus elongatus
- Paepalanthus fasciculatus
- Paepalanthus geniculatus
- Paepalanthus glareosus
- Paepalanthus incanus
- Paepalanthus klotzschianus
- Paepalanthus lamarckii
- Paepalanthus lanulosus
- Paepalanthus macrocephalus
- Paepalanthus melaleucus
- Paepalanthus mendoncianus
- Paepalanthus oyapokensis
- Paepalanthus pedunculatus
- Paepalanthus planifolius
- Paepalanthus polyanthus
- Paepalanthus scleranthus
- Paepalanthus speciosus
- Paepalanthus subfalcatus